# Усманилаев, Усманилав Магомедович
Усманилав Магомедович Усманилаев — сотрудник Министерства внутренних дел Российской Федерации, младший сержант милиции, погиб при исполнении служебных обязанностей во время Второй чеченской войны, кавалер ордена Мужества (посмертно).

## Биография
Усманилав Магомедович Усманилаев родился 18 апреля 1966 года в селе Телетль Шамильского района Дагестанской Автономной Советской Социалистической Республики. С сентября 1996 года служил в структурных подразделениях Министерства внутренних дел Республики Дагестан.
К моменту вторжения в Дагестан боевиков Шамиля Басаева и Хаттаба с территории Чеченской Республики младший сержант милиции Усманилав Магомедович Усманилаев служил в Каспийском городском отделе внутренних дел. Вместе со своими сослуживцами он принимал активное участие в оказании сопротивления силам сепаратистов.
2 сентября 1999 года Усманилаев был включён в группу сотрудников Каспийского городского отдела милиции. которое предстояло провести зачистку села Чабанмахи Буйнакского района Республики Дагестан. Действовать они должны были во взаимодействии с бойцами Отряда милиции особого назначения. Когда находившиеся в первых рядах омоновцы попали в засаду боевиков и были отрезаны от своих товарищей, каспийские милиционеры пришли к ним на выручку, попытавшись прорваться сквозь кольцо окружения. Тем самым они хотели освободить державших круговую оборону бойцов ОМОН. Усманилаев вёл по боевикам огонь на подавление, не давая тем возможности вести прицельную стрельбу по окружённым, чем вызвал их огонь на себя. Получив смертельно ранение, милиционер скончался на месте.
Указом Президента Российской Федерации младший сержант милиции Усманилав Магомедович Усманилаев посмертно был удостоен ордена Мужества.

## Память
- В честь Усманилаева названа улица в городе Каспийске[3].
- В память об Усманилаеве и погибшем заместителе начальника Каспийского горотдела внутренних дел подполковнике милиции Багаудине Абдуллаеве регулярно проводятся памятные мероприятия[4].